# Wasserversorgung im Saargebiet

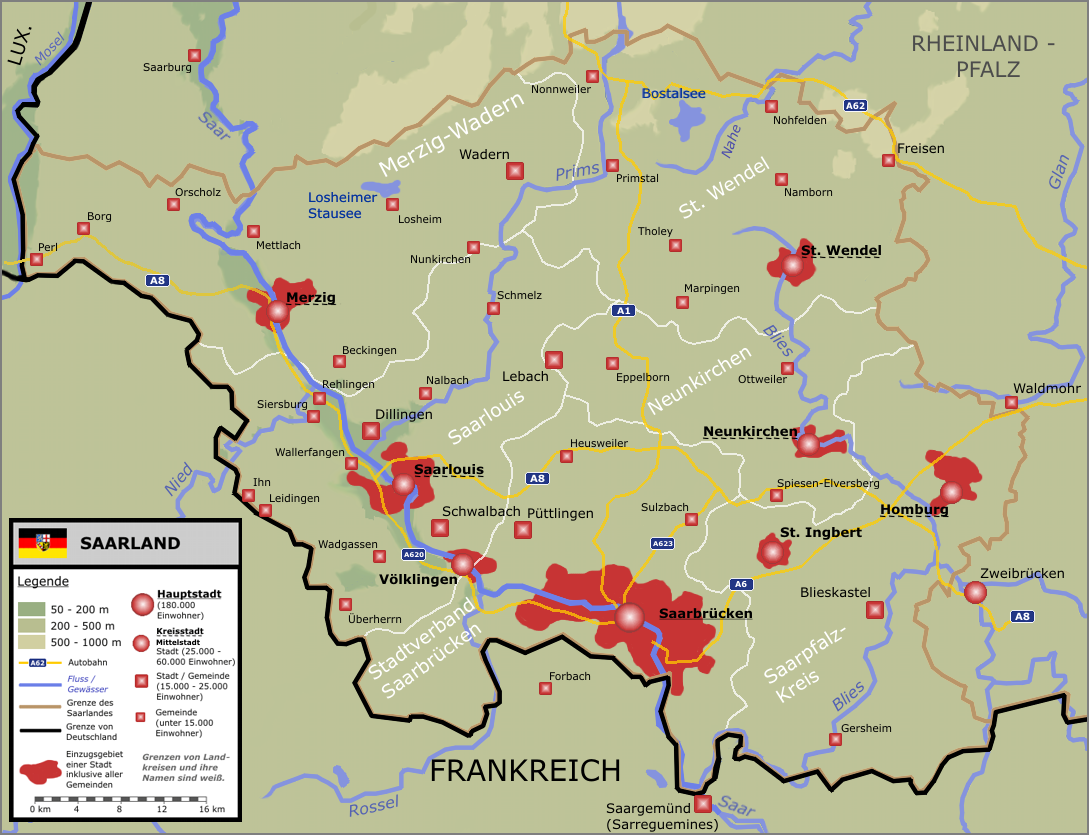
Saarland und Umgebung

Die Wasserversorgung im Saargebiet fand vor der flächendeckenden zentralen Trinkwasserversorgung, die um 1900 initiiert wurde, auf verschiedene Weisen statt.

## Geschichte

### Vorgeschichtliche und vorrömische Zeit
Steinzeitliche Siedlungen sind im Saargebiet für die Gegend um Saarbrücken, die Region um St. Ingbert und das Schaumberggebiet nachgewiesen, wo sich natürliche Wasservorkommen fanden und leicht nutzen ließen. In der Mittelsteinzeit etwa gab es kleine landwirtschaftliche Ansiedlungen an der Nied und an Quellen beim heutigen Hemmersdorf.

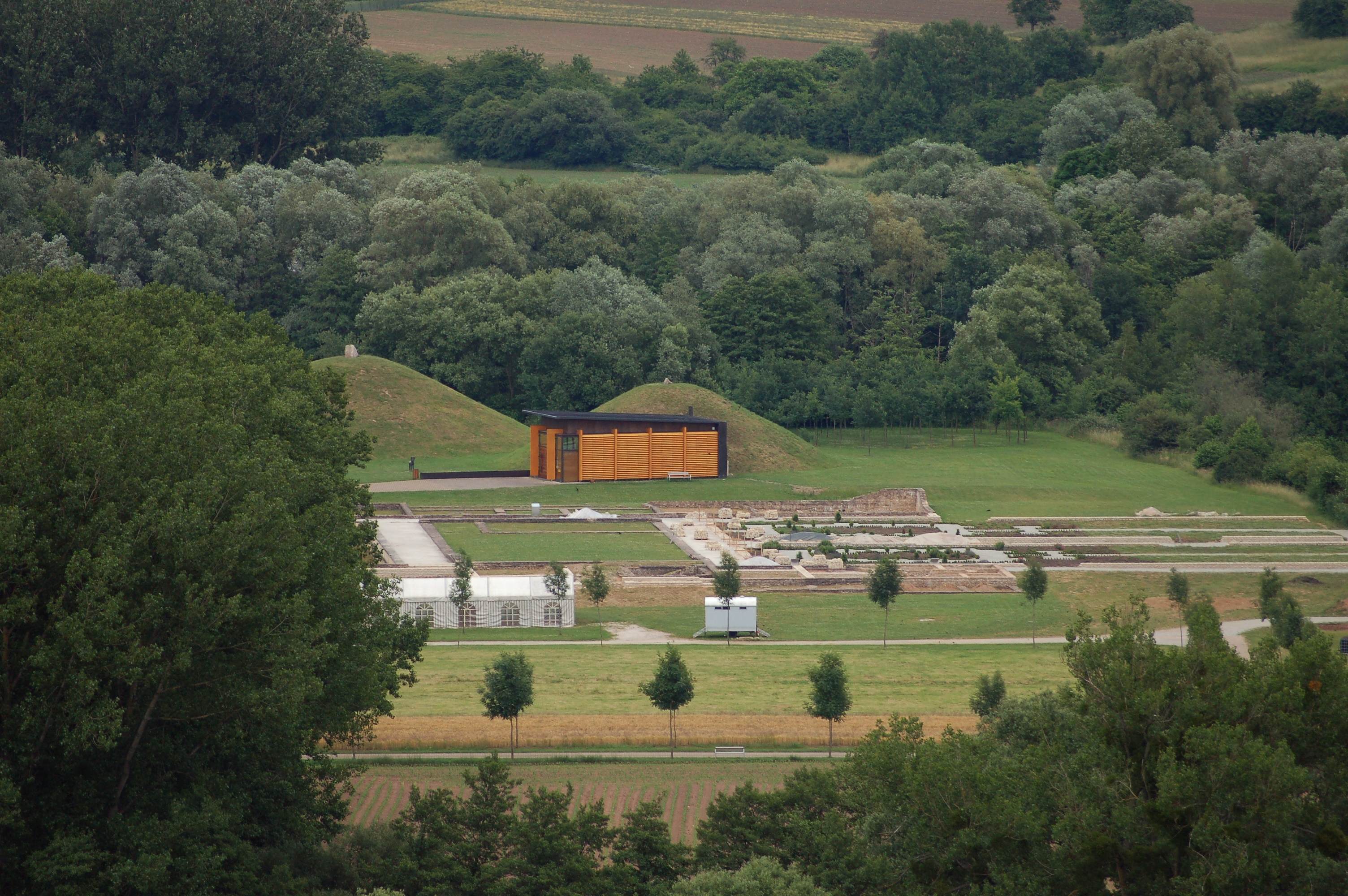
Fürstinnengrab von Reinheim

In der Bronze-, Kupfer- und Eisenzeit wurde Wasser nicht mehr nur als Lebensmittel, sondern auch für verschiedene Handwerke benötigt. Der wasserreiche Südteil des Saarpfalz-Kreises wurde in dieser Zeit besonders besiedelt. Neben Niederlassungen bei Furten und allgemein in Flusstälern, von denen etwa das Fürstinnengrab von Reinheim in der Talaue der Blies zeugt, wurden damals auch schon befestigte stadtartige Siedlungen auf Hügeln und Bergen angelegt, etwa auf dem Dollberg bei Ottenhausen, dem Limberg bei Wallerfangen oder dem Großen Stiefel bei St. Ingbert. Spuren spezieller wasserbautechnischer Einrichtungen aus dieser Zeit wurden im Saargebiet jedoch bislang nicht gefunden, obwohl aus anderen Regionen z. B. Zisternen und Wassergruben aus der Phase der Bandkeramik bekannt sind. Im Vergleich zu Württemberg oder dem Rheinland, wo solche Funde vorliegen, ist die Niederschlagsmenge in der Saarregion jedoch deutlich höher, was, zusammen mit wasserspeichernden Gesteinsschichten, das Fehlen derartiger Anlagen aus vorrömischer Zeit erklärt.:S. 12 f.

### Römerzeit
In der Saarregion kreuzten sich diverse römische Fernverkehrs- und Verbindungsstraßen; Vici und Villae rusticae sowie urbanae wurden angelegt. Schwarzenacker dürfte etwa 2000 Einwohner gehabt haben. Die Römer brachten ihren Lebensstandard auch in die Provinzen mit: Köln etwa wurde um 50 n. Chr. über einen 76 km langen Aquädukt mit Eifelwasser versorgt, Trier als größte römische Stadt nördlich der Alpen besaß zunächst zwei kleinere Wasserleitungssysteme und erhielt unter Kaiser Probus eine Kanalleitung, die mit Ruwerwasser gespeist wurde und bis ins Mittelalter Bestand hatte.:S. 14
In der Saarregion gab es zwar keine derartig ausgedehnten römischen Ansiedlungen, aber unter anderem zahlreiche Handwerks- und Fabrikbetriebe, die auf eine funktionierende Wasserversorgung angewiesen waren. In Blickweiler etwa wurde 1913 die Abfallgrube einer Terra-sigillata-Fabrik gefunden, die über einen Brunnen mit Eichenbohlen versorgt wurde.

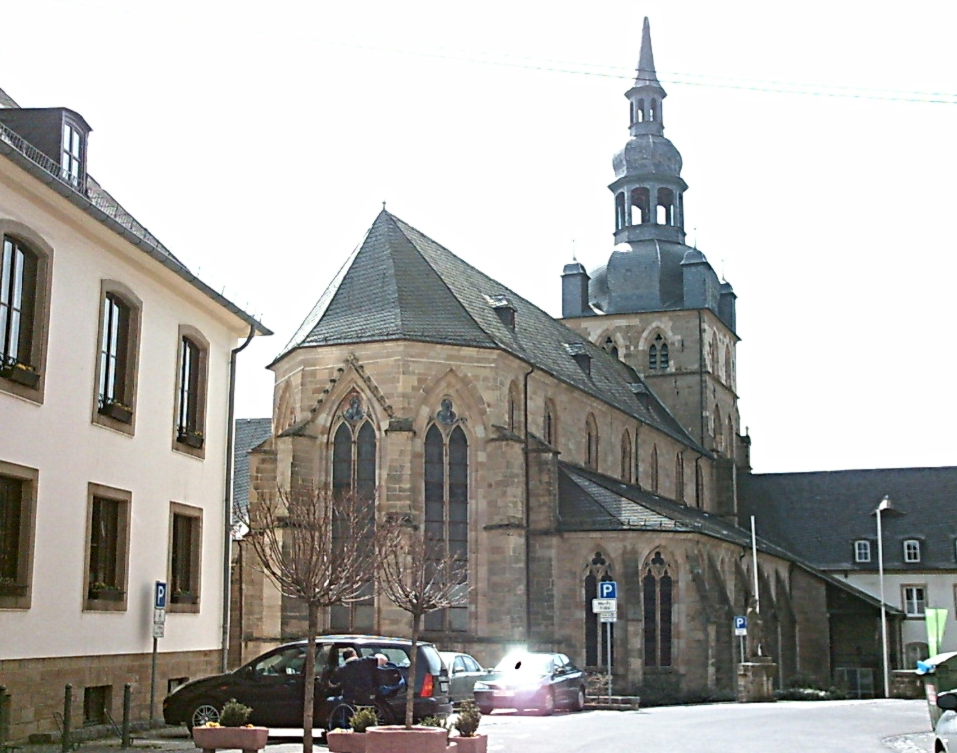
Benediktinerabtei in Tholey

Auch in privaten Wohnbauten von relativ bescheidenem Umfang gehörten Baderäume zur normalen Ausstattung. So besaß etwa die Römervilla in Freisen zunächst nur sieben Räume, von denen jedoch einer als Bad genutzt wurde. Die gotische Abteikirche in Tholey wurde über einem römischen Badehaus errichtet. Dieses besaß ein Kaltbad mit zwei gemauerten Wannen sowie mehreren heizbaren Räumlichkeiten und wurde über einen Graben, der vom Schaumberg herabführte, mit Wasser versorgt. In den Wannen wurden später verstorbene Benediktinermönche bestattet.
Einzelstehende Badehäuser wie in Tholey gab es auch in Erfweiler-Ehlingen und in Nennig. Den größten Aufwand betrieben die Erbauer bei der Villa in Nennig.:S. 14 Das Badehaus dieser Anlage war durch eine überdachte Wandelhalle vom Wohntrakt her zu erreichen und besaß ein 65 m² großes Schwimmbecken, das beheizt werden konnte. Daneben gab es sieben weitere Baderäume, drei davon ebenfalls heizbar.

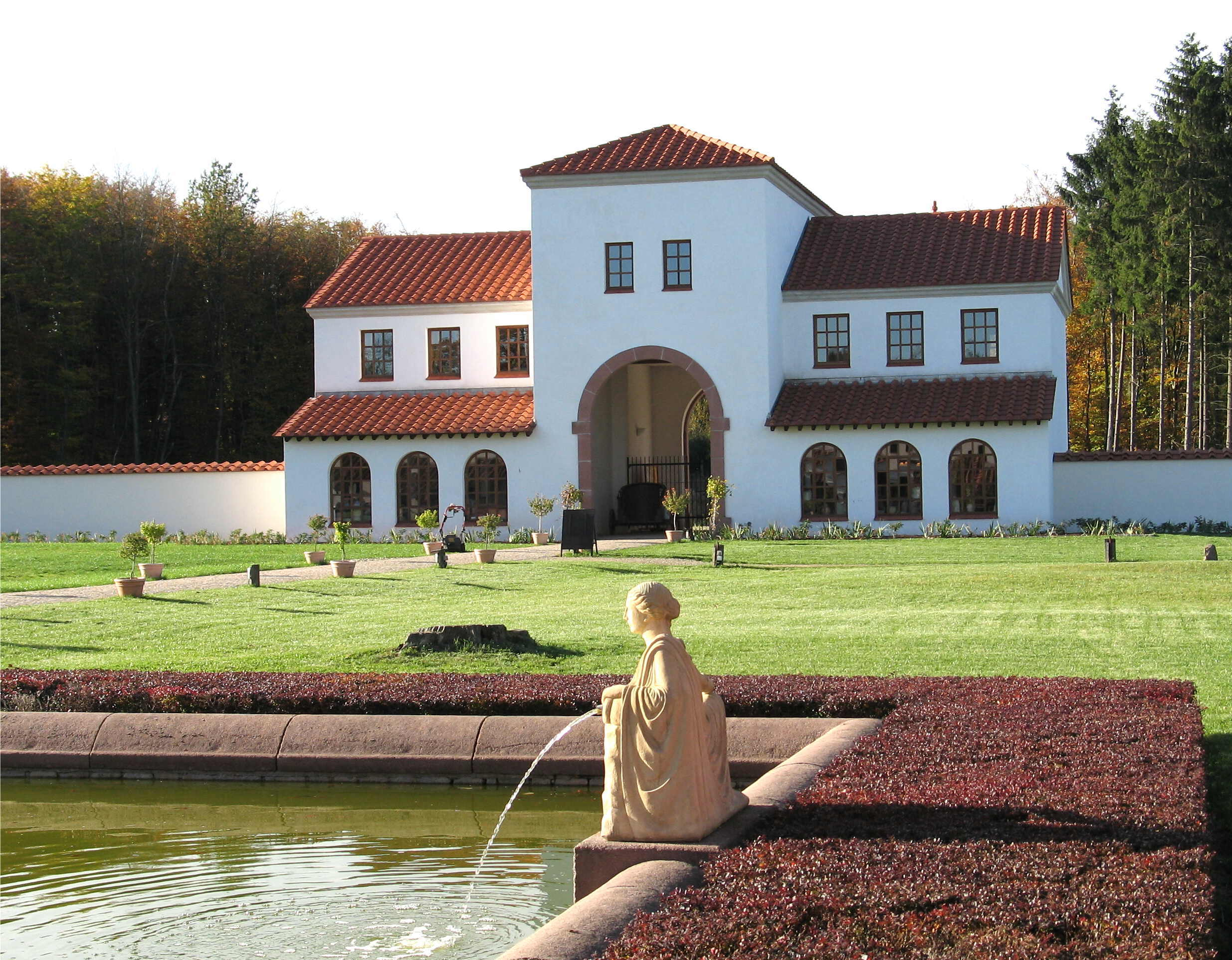
Römervilla in Perl-Borg

Auch die Villa in Borg besaß eine aufwändig ausgestaltete Badeanlage und bereits der Zugang zur Villa fand auf einem Steg über einem Wasserbecken statt.
In den Landstädten dagegen wurden keine privaten römischen Bäder eingerichtet, sondern öffentliche Thermen sowie Laufbrunnen. Während für Schwarzenacker eine Therme bislang nicht nachgewiesen ist, deren Existenz jedoch als sicher angenommen wird, wurde in Bliesbrücken eine römische Badeanlage ausgegraben.
Neben den Funktionen als Lebensmittel und Mittel der Körperpflege spielte Wasser in römischer Zeit auch bei Kulthandlungen eine wichtige Rolle. Als 1903 eine Wasserleitung für Niedaltdorf angelegt wurde, entdeckte man ein gallorömisches Quellheiligtum bei Ihn. Die Tempelanlage bestand aus drei Sakralbauten und einem Brunnen mit sechseckigem Wasserbecken. Wahrscheinlich wurde sie wie ein Wallfahrtsort genutzt.:S. 15 Ein weiteres Heiligtum wurde 1927 im Bierbacher Klosterwald entdeckt. Hier gab es neben dem Tempelbezirk mit Vorhof einen Ziehbrunnen.
Dieser Ziehbrunnen bildete allerdings eher eine Ausnahme, da in römischer Zeit im Saargebiet vorwiegend noch auf Quellwasser zurückgegriffen wurde. Die Quellen wurden in Brunnenstuben gefasst und das Wasser wurde mit Deicheln an den Ort seiner Bestimmung geleitet. Neben Holzdeicheln wie in Saarbrücken, Wellesweiler und Dillingen wurden auch Ton-, Kalk-, Blei- und Bruchsteinkonstruktionen verwendet, wie Funde aus Fremersdorf, Tholey und Hirzweiler belegen. In Überherrn wurde eine Wasserleitung auch in Flechtwerk mit senkrechten Pflöcken gefasst. Häufig wurden auch in Sandstein gehauene Rillen mit Abdeckungen genutzt; Sandsteinbassins hatten zudem den Vorteil, dass sie für eine natürliche Klärung des Wassers sorgten. Hausleitungen von den Sammelbassins aus bestanden in der Regel aus Blei.
Eine technische Meisterleistung stellte die Wasserleitung des Vicus Saravus am Halberg dar, die vom Südhang des Schwarzenberges – heute als Römerbrünnchen bezeichnet – um den Eschberg herumführte. Die Leitung speiste eine Badeanlage im Römerkastell.
Von den Wasserleitungen und den übrigen Einrichtungen aus römischer Zeit sind nur Spuren, aber keine funktionstüchtigen Exemplare erhalten geblieben, da sie entweder von den Germanen oder durch den Zahn der Zeit zerstört wurden.:S. 19

### Burgen, Klöster und Schlösser
Ein Rückschritt stellte sich durch die germanische Landnahme ein, da die römischen Einrichtungen entweder absichtlich zerstört oder nicht mehr fachgemäß gewartet wurden. Man griff nun wieder verstärkt auf natürliche Gewässer zurück und siedelte sich vorrangig dort an, wo diese leicht zugänglich waren. Ortsnamen aus der Rodungszeit mit den Endungen -bruch, -born oder -bach deuten auf den Wasserreichtum der gewählten Stellen hin. In den Dörfern wurden häufig Wasserlöcher direkt neben den Wohnhäusern angelegt, die z. B. in Diefflen unter dem Namen „Burkeschen“ bis ins 19. Jahrhundert erhalten blieben. Das Wasser aus solchen Mulden konnte jedoch, weil es zahlreichen Verschmutzungen ausgesetzt war, meist nur als Brauchwasser benutzt werden.:S. 20
Hochmittelalterliche Burgenanlagen jedoch waren auf ausgeklügeltere Anlagen zur Wasserversorgung angewiesen, da sie ohne Zugang zu Trinkwasser leicht zu erobern gewesen wären und durch ihre Lage auf möglichst unzugänglichen Berghöhen kaum auf Quellen innerhalb der Anlage zurückgreifen konnten. Daher wurden in einigen Fällen Zisternen gemauert oder in den Fels gehauen – so etwa bei der Liebenburg bei Hofeld, deren sieben Meter tiefe Zisterne mit Hammer und Meißel aus dem Fels gearbeitet wurde. Ein Filter aus Sand, Kies und Steinen sollte das Wasser reinigen. Oberirdisch wurde die Zisterne durch einen Fachwerkbau geschützt. Problematisch an den Zisternen war jedoch die geringe Wassermenge, die zur Verfügung stand und zudem leicht erwärmt und verschmutzt werden konnte, weshalb auf anderen Burgen auch Brunnenanlagen gebaut wurden, die z. T. bis in 100 Meter Tiefe getrieben wurden.

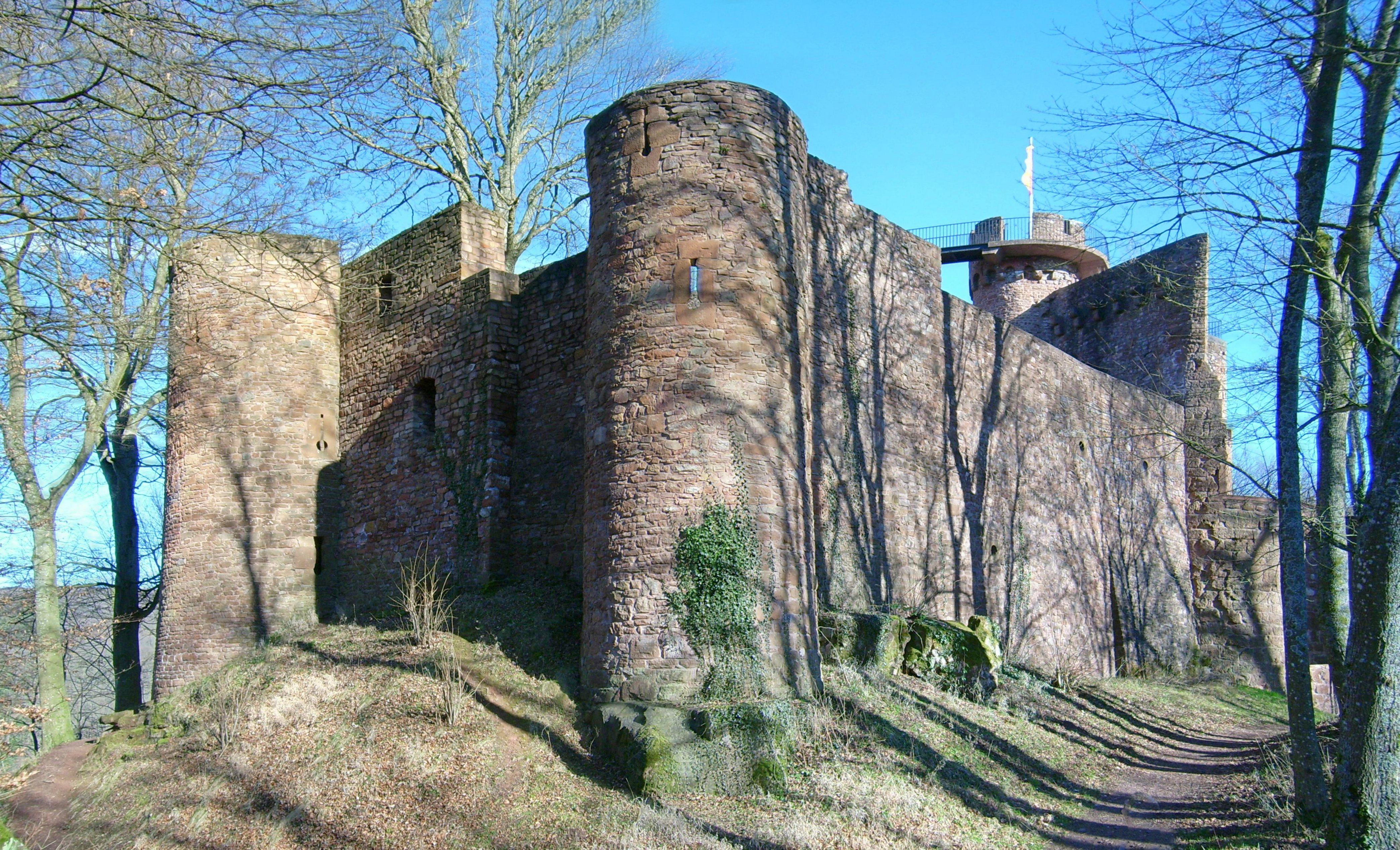
Die Wasserversorgung der Burg Montclair konnte nicht geschützt werden.

Die Schwarzenburg bei Lockweiler etwa wurde mit einer Vorburg ausgestattet, die den Brunnen schützen sollte. Auch die Quellen, die die Burg Montclair versorgten, wurden durch Jakob von Montclair mit einem Wassergraben, Mauern und einem Turm geschützt. 1351 wurde die Burg zunächst erfolglos belagert, doch schließlich gelang es dem Erzbischof Balduin von Luxemburg, diesen Turm abzubrennen, die Quelle abzugraben und Montclair in Schutt und Asche zu legen.
Noch aufwändiger als auf Montclair war die Wasserversorgung auf Burg Homburg auf dem Schlossberg. Nachdem man sowohl mit der Wasservorratshaltung in Zisternen als auch mit dem Transport durch Esel keine zufriedenstellenden Erfahrungen gemacht hatte, setzte Graf Johann IV., der die Homburg im Jahr 1544 übernahm, auf ein anderes Konzept. Er beauftragte 1571 den Kemptener Brunnenmacher Hans Sommer, die Burg mit Wasser von einem Brunnen im Erbachtal zu versorgen.:S. 21 Da hier ein Höhenunterschied von etwa 100 Metern überwunden werden musste, war Sommer darauf angewiesen, eine Wasserkunst zu konstruieren, die diese Hebung möglich machte. Er wurde beauftragt, die technischen Anlagen zu konstruieren und bis Straßburg zu transportieren, von wo aus der Graf dann die Weiterbeförderung übernehmen sollte. Nur die Bleileitungen selbst sollten in Homburg gegossen werden. Die Homburger Wasserkunst dürfte große Ähnlichkeit mit dem Nürnberger Blausternwerk gehabt haben, das 1483 eingerichtet wurde. Hans Sommer stellte die Anlage, in der Wasser durch zwei Kolbenstangen, die von einem Fließgewässer per Kurbelwelle angetrieben wurde, in ein Saugrohr und dann in einen Zylinder gezogen und dann über ein Druckrohr geleitet wurde, erst nach dem Tod des Auftraggebers fertig und wurde im März 1575 dafür entlohnt. Sein Werk war mindestens bis in die Zeit der Französischen Revolution in Betrieb, danach wurde es wohl zerstört.:S. 22 f.

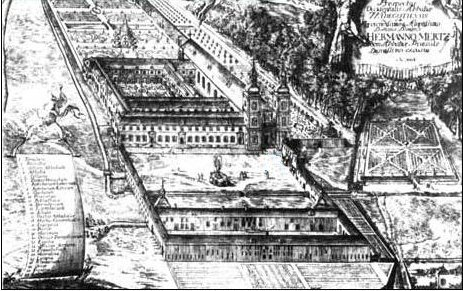
Abtei Wadgassen, Kupferstich von 1736

In Klöstern wie z. B. der 1135 angelegten Abtei Wadgassen wurde Wasser frühzeitig auch als Produktionsmittel genutzt, unter anderem für die Bierbrauerei. Darüber hinaus wurden in Wadgassen, wie ein Kupferstich aus dem Jahr 1736 bezeugt, auch Anlagen wie eine Schmiede, Springbrunnen, ein Waschhaus etc. errichtet, die alle mit Wasser versorgt werden mussten. Wadgassen wurde einerseits mit Wasser aus der Saar, andererseits über hölzerne Leitungen aus dem Quellgebiet im angrenzenden Wald mit Wasser versorgt. Auch andere Klöster wie Fraulautern oder Wörschweiler waren mit Einrichtungen ausgestattet, die einen erheblichen Wasserbedarf hatten.:S. 23
Schlösser und Parks hingegen wurden auch aus repräsentativen Gründen mit Wasser versorgt. Wohl die älteste Wasserleitung bei einem Schloss im Saargebiet ist für das Schloss Saarbrücken bezeugt. Sie wurde 1545 unter Graf Philipp II. angelegt. Die Leitung führte von einer Brunnenstube am Homburg durch das Sulzbachtal und dann bis zu einem ersten Springbrunnen am Zollhaus. Von dort führte sie in den Schlossgraben und ins Schloss, wo sie einen zweiten Springbrunnen versorgte. Vom Schlossplatz aus führte eine Leitung auch in die Talstraße und eine zweite zum Herrgottsbrunnen. Ferner wurden Küche und Wasserstube in der Burg mit Wasser versorgt.:S. 24
1575 wurde die Wasserversorgung für das Renaissanceschloss in Neunkirchen angelegt. Genutzt wurden Quellen auf der Spieserhöhe, nämlich die Altseitersquelle und der Rippelborn sowie der Katzenborn. Sie versorgten den Wallgraben und den Katzenweiher des Schlosses, das außerdem noch einen Ziehbrunnen besaß. Überreste der Leitungen wurden 1996 bei Bauarbeiten gefunden.:S. 24
Herzog Gustav Samuel aus Zweibrücken wählte den Klosterberg bei Wörschweiler als Bauplatz für ein Lustschloss seiner Mätresse und späteren Gattin Luise Hoffmann, weil dort Wasser leicht zu bekommen war. Sein Nachfolger Christian IV. errichtete in Jägersburg das größte Jagdschloss in Südwestdeutschland, das mit einer riesigen Fontäne geschmückt wurde. Eine 1762 angelegte Tonrohrleitung führte das notwendige Wasser aus dem Quellgebiet der Glan zum Schloss.
Auch kleinere Jagdschlösser wie die in Ottweiler oder Karlsbrunn wurden mit Wasserleitungen versorgt. Fürst Wilhelm Heinrich richtete an mehreren Orten außerdem große Fischkästen ein, die mit Frischwasser versorgt werden mussten, ferner wurde, wie etwa in Neunkirchen, das Brauen an den Höfen immer beliebter. In St. Johann legte Jean Louis im Jahr 1711 eine Wasserleitung aus grauen Steingutröhren für das Schloss an, 1786 wurde das Ludwigsberger Schloss mit einer Eichenholzwasserleitung versorgt, außerdem wurden am Homberg die Brunnenstube und andere Anlagen erneuert.:S. 25 Schließlich liefen insgesamt sieben Rohrleitungen nach St. Johann und Saarbrücken. Noch 1913 speisten sie fünf Brunnen.

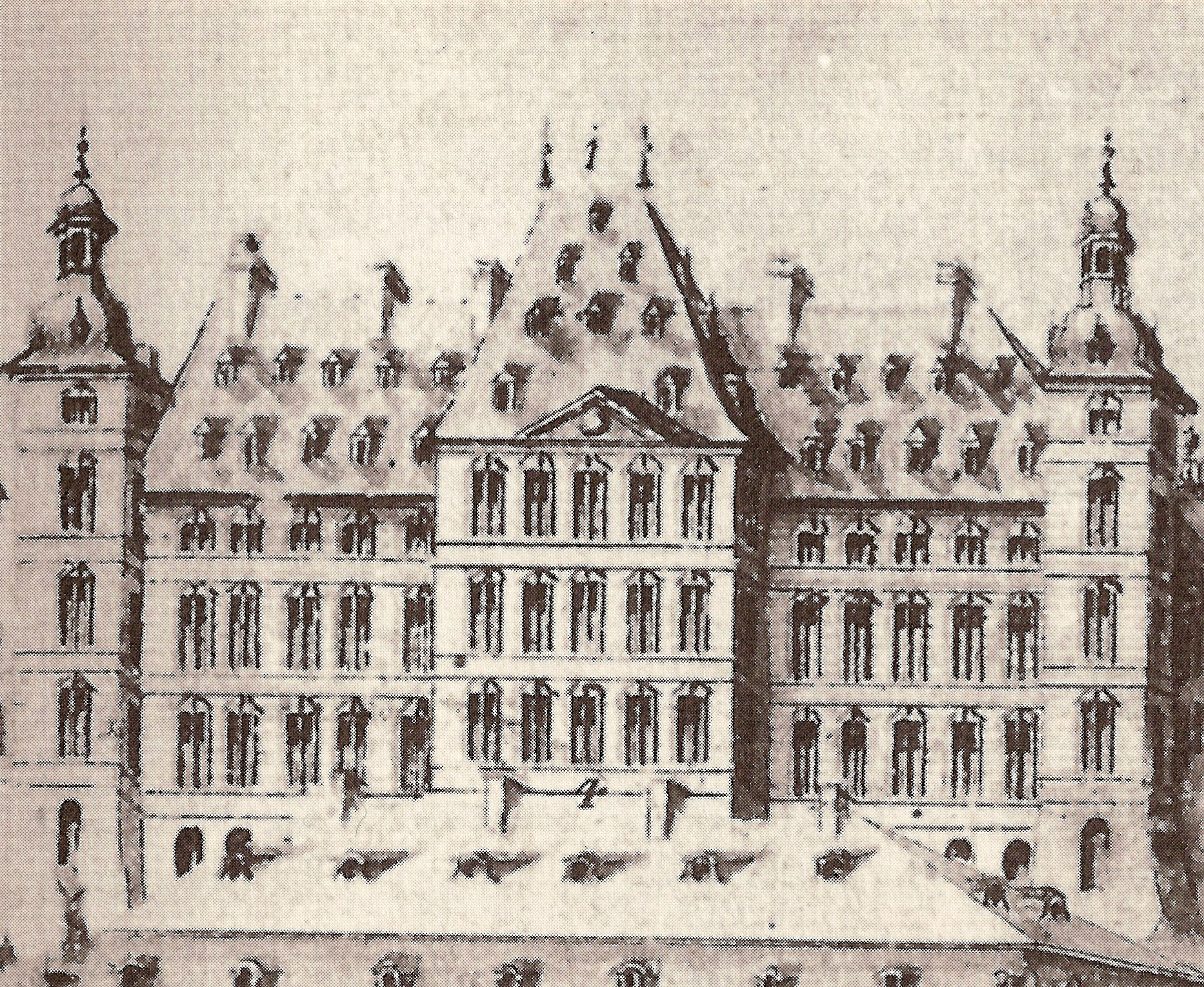
Schloss Blieskastel

In Blieskastel nutzte man ab 1701 eine Leitung, die das natürliche Gefälle zum Schlossgelände ausnutzte. Als deren Kapazität nicht mehr ausreichte, unter anderem, weil Graf Franz Karl von der Leyen 1761 eine Brunnenpyramide im Schlosshof bauen ließ, wurde eine zweite Leitung vom Schellental zum Schloss geführt, die jedoch ebenfalls nicht ausreichte. Schließlich ließ Gräfin Marianne zwischen 1782 und 1784 die Lüderitz-Quelle, die rund fünf Kilometer entfernt war, anzapfen – was jedoch immer noch nicht ausreichte, zumal die Leitung von Anwohnern angezapft wurde. Nachdem Gräfin Marianne dies mit drakonischen Strafandrohungen belegt hatte, hörten diese Straftaten zwar offenbar auf, der Bau eines neuen Brunnens anlässlich der Hochzeit des Erbprinzen Philipp überschritt jedoch erneut die Kapazitätsgrenze. So ließ Gräfin Marianne schließlich für 20 000 Gulden eine weitere Leitung von Biesingen her bauen.
Sowohl die Homburger als auch die Blieskasteler Wasserleitungen wurden vom französischen Militär zerstört, da sie in den Augen der Revolutionäre Luxusgüter darstellten. Die Wasserleitung, die das Schloss Monplaisir auf dem Halberg mit Wasser versorgte, sollte ausgegraben und nach Saarlouis verschifft werden; ob dieses Vorhaben aber in die Tat umgesetzt wurde, ist unbekannt.:S. 28 f.

## Dörfer
Auf dem Land konnten die Einwohner zum Teil von den herrschaftlichen Anlagen wie in Saarbrücken, Ottweiler oder Blieskastel profitieren, großenteils jedoch mussten sie sich eigenständig mit Wasser versorgen. Das Brauchwasser wurde oft Fließgewässern entnommen, ansonsten dienten Gemeinschaftsbrunnen in den Dörfern der Wasserversorgung. Dabei handelte es sich meist um Schöpf- oder Ziehbrunnen, deren Nutzung und Reinhaltung durch Dorfordnungen geregelt war. Noch 1894 wurde in Losheim bestimmt, dass Brunnennutzer im Bedarfsfall beim Eishauen zu helfen hatten, im Nachbardorf Bergen sollten die Kosten für eine Wasserleitung durch Fronarbeit gesenkt werden und noch 1925 verpflichtete der Gemeinderat von Derlen alle Einwohner zwischen dem 16. und dem 60. Lebensjahr, bei den Arbeiten an einem Graben für die Wasserleitung zu helfen. Diese Auflage wurde erst nach mehreren Protesten und Sitzungen aufgehoben.

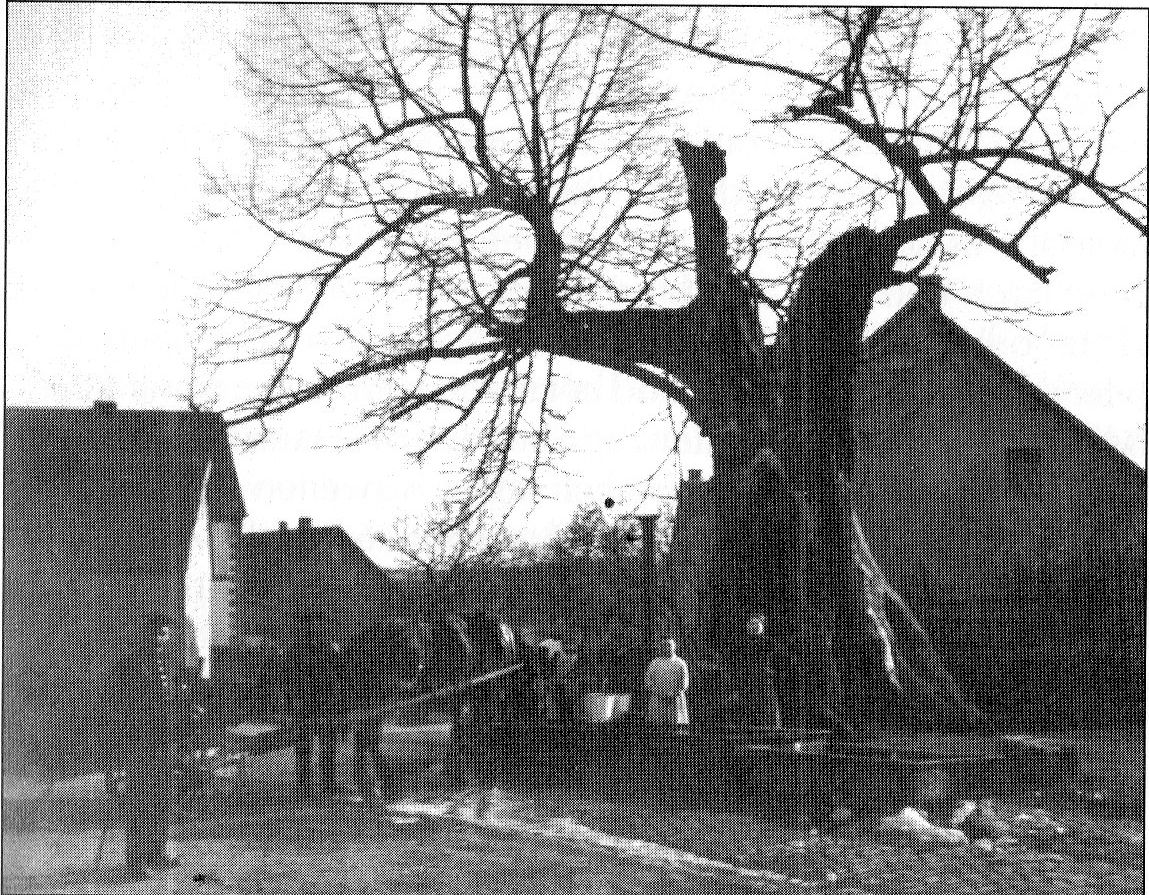
Zweigeteilter Laufbrunnen in Stennweiler mit saufendem Pferd um 1900

Ab dem 16. oder 17. Jahrhundert existierten neben den Schöpf- und Ziehbrunnen auch Laufbrunnen, die mit Quellwasser gespeist wurden. Spuren einer sehr frühen hölzernen Zuleitung wurden in St. Wendel gefunden,:S. 32 ebenso in Bliesransbach, Stennweiler, Kutzhof, Illingen, Hirzweiler und Dudweiler. Häufig wurde der Bau solcher Anlagen durch Manufakturen und Gewerbebetriebe ausgelöst, die einen hohen Wasserbedarf hatten, etwa die Papierindustrie. Die Dillinger Papierfabrik nutzte das Wasser der Prims, bis es durch die Dillinger Hütte dermaßen verschmutzt wurde, dass es für die Papierherstellung unbrauchbar wurde.
Neben der Papierindustrie begann ab dem 17. Jahrhundert das Hüttenwesen einen Aufschwung zu nehmen, der mit erhöhtem Wasserverbrauch einherging. Auch hier ergaben sich rasch Probleme mit der Wasserqualität. In St. Ingbert etwa verdarb die Nutzung des örtlichen Wassergrabens durch die Eisenhütte sämtliche umliegenden Brunnen.
Ein weiterer Faktor waren die Glashütten, denen etwa Friedrichsthal seine erste Wasserleitung verdankte.:S. 32 f. Glashütten benötigten zwar nicht zur Glasherstellung, wohl aber zur Versorgung der Mitarbeiter viel Wasser, und sie wurden häufig in rohstoffreichen, aber menschlichen Siedlungen fernliegenden Gebieten angelegt, bei denen erst eine Infrastruktur geschaffen werden musste. Philipp Wagner, Ludwig Wentzel und Ludwig Adolph Reppert legten 1793 eine Wasserleitung in den Hof ihrer Glashütte in Friedrichsthal und stellten die verfallene alte Brunneneinrichtung wieder her. Die Einwohner von Friedrichsthal durften davon jedoch erst nach dem Tod der Witwe Wentzel profitieren.:S. 36
Die Gemeinschaftsbrunnen auf dem Land wurden mit fortschreitendem Bevölkerungsanstieg und der Ausbreitung der Industrialisierung durch zahlreiche Privatbrunnen, sogenannte Petze oder Pütze, ergänzt. Auch Brunnen- und Wassergenossenschaften schlossen sich zusammen, um die Kosten zu teilen, da es bis zum Ende des 19. Jahrhunderts keine staatlichen Beihilfen gab. Nur Gronig bildete hier eine Ausnahme; dort bewilligte die Regierung des Oberamts Schaumburg 1791 ein Darlehen von 1000 Talern zum Bau einer Wasserleitung.:S. 36 f.
Zahlreiche Streitigkeiten um die Finanzierung, Nutzungsrechte und Besitzansprüche waren die Folge; bekannt wurde insbesondere der Homburger Brunnenstreit.:S. 37–39 Epidemien wie die Typhusepidemie von Lebach breiteten sich nicht selten durch unzureichend geklärtes Trinkwasser aus.

## Städte und Großgemeinden
Der Bevölkerungsanstieg in den Städten machte die Wasserversorgung zu einem vorrangigen Problem, was dazu führte, dass neben dem Bürgermeister und dem Stadtkämmerer sehr früh auch der Leiter oder Direktor eines kommunalen Wasserwerkes zu den wenigen hauptamtlichen Bediensteten einer Stadt gehörte.

### Saarlouis

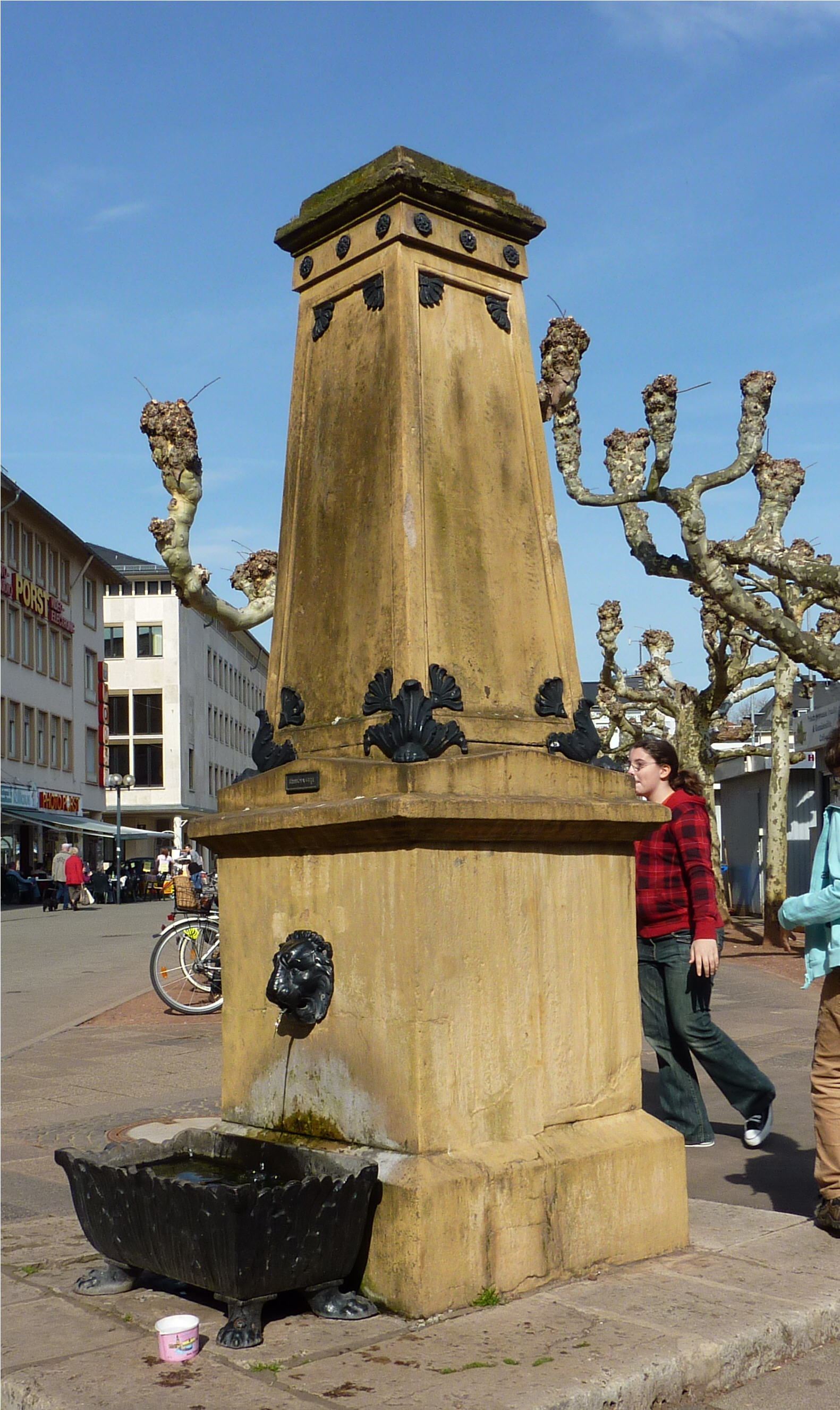
Einer der vier Laufbrunnen auf dem Großen Markt in Saarlouis

Die Festungsstadt Saarlouis wurde 1680 gegründet und zunächst über Ziehbrunnen mit Wasser versorgt. Das Oberflächenwasser in Saarlouis galt jedoch wegen seines Eisen- und Schwefelgehalts als übelschmeckend und höchstens für Notzeiten geeignet, so dass man bald beschloss, die Quellen von Picard zu nutzen. Der Zimmermann Claude Besson verlegte 1685 eine erste Leitung vom Picarder Herzogsweiher ins Stadtzentrum von Saarlouis. Sie speiste ungefähr 50 Jahre lang zahlreiche Brunnen in Saarlouis, ehe sie zu große Defekte aufwies, um noch genutzt zu werden.
Von 1732 bis 1735 wurde eine neue Leitung durch das Hoheitsgebiet des Herzogs Franz von Lothringen geführt, die eine andere Quelle nutzte. Die Unterhaltung dieser Leitung war sehr aufwändig, weshalb sie zu gleichen Teilen von der Stadt und vom Militär getragen werden musste. 1763 wurden vier Laufbrunnen auf dem Paradeplatz (heutiger Großer Markt) aufgestellt die bis 1832 aus Holz waren und aus denen bis heute Trinkwasser fließt. 1779 gab es eine Auseinandersetzung mit dem Besitzer der Picarder Mühlen, der behauptete, durch die Wasserleitung werde die Funktionstüchtigkeit seiner Einrichtung beeinträchtigt, und nach der Übernahme durch Preußen entstand ein Streit um den weiteren Unterhalt, der schließlich beigelegt wurde, indem man bei der alten Regelung blieb. Ab 1827 wurden die alten hölzernen Röhren nach und nach durch gegossene ersetzt; ab 1834/35 versuchte man außerdem im Stadtgebiet artesische Brunnen zu graben, um im Belagerungsfall unabhängig zu sein. 1898 erhielt Saarlouis sein erstes Wasserwerk, das im Picarder Quellgebiet stand.:S. 29 f.

### Saarbrücken

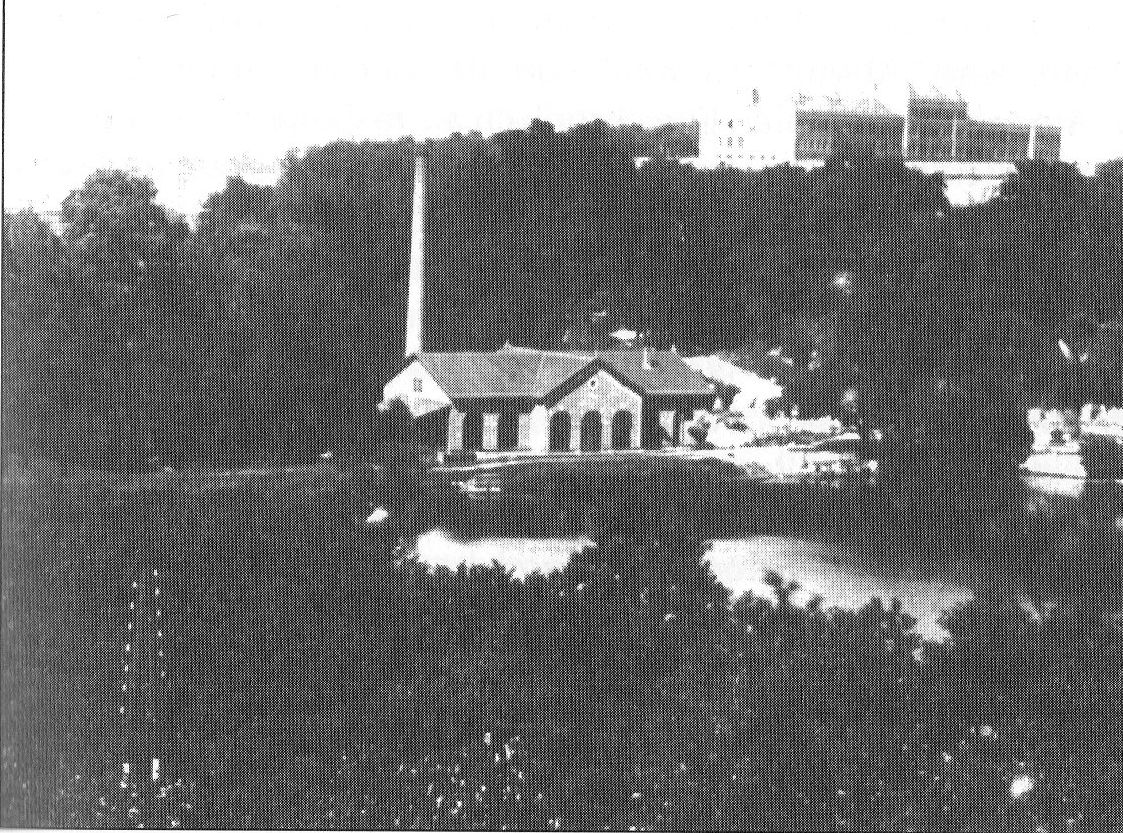
Der Deutschmühlenweiher mit Pumpstation um 1900

Saarbrücken war bis weit ins 19. Jahrhundert auf die Homburger Wasserleitungen aus dem Jahr 1545 angewiesen, daneben existierten Pump- und Ziehbrunnen. Ein Brunnenmeister war für die Funktionstüchtigkeit der Anlagen zuständig. Ab 1834 wurden wenigstens schadhafte hölzerne Deicheln ausgegraben und ersetzt, das gesamte System blieb aber sehr anfällig für Störungen. Ab 1830 wurden die Möglichkeiten geprüft, sich durch den Wallerbrunnen von St. Arnual mit Wasser zu versorgen; dagegen setzte sich aber St. Arnual zur Wehr. Saarbrücken bot eine Abstandssumme von 50 Talern an, St. Arnual forderte 200 und ging erst auf 80 zurück, als man sich in Saarbrücken bereits anders entschieden hatte und auf die Bohrung artesischer Brunnen setzte. Diese stellte allerdings keine befriedigende Lösung dar. 1872 wurde deshalb ein Gutachten bei Alfred Rothenbach, dem Direktor der Gas- und Wasserwerke Bern, eingeholt, das schließlich dazu führte, dass 1873 das erste kommunale Wasserwerk an der Saar in Betrieb gehen konnte. Es wurde am Deutschmühlenweiher errichtet und schon bald mit einer Dampfmaschine ausgestattet. 1885 folgte ein zusätzlicher Sammelbehälter für neue Wohngebiete.:S. 41–46 Ab 1881 brachte das Wasserwerk Saarbrücken-Malstatt und ab 1900 das Wasserwerk Spiesermühltal Sicherheit in der Wasserversorgung.

### Neunkirchen
Neunkirchen nutzte bis ins 19. Jahrhundert vor allem den Fischkasten im Oberort; der Unterort war mit Wasser unterversorgt. 1852 erhielt Neunkirchen einen Eisenbahnanschluss, in den folgenden Jahren erlebte es eine Bevölkerungsexplosion. Dennoch wurde zunächst nichts für die Erweiterung der Wasserversorgung getan, bis 1861 der Königliche Landrat in Ottweiler, der auch für Hygieneprobleme zuständig war, eingriff und Anton Krechel, der auch das Neunkirchener Gaswerk baute, den Auftrag erhielt, die Wasserversorgung zu verbessern. Er schuf drei Laufbrunnen im Unterort, die schon bei der Eröffnung als veraltet galten. Man versuchte sein Glück nun mit den Kasbruchquellen; die Wasserrechte konnten 1874 angekauft werden. Das Neunkircher Eisenwerk stellte schließlich ein Darlehen, mit dessen Hilfe die Kosten für ein Wasserwerk getragen werden konnten, das 1877 in Betrieb ging.:S. 46–50

### Malstatt-Burbach
In der Umgebung von Malstatt-Burbach fanden sich zunächst zahlreiche kleinere Einzelsiedlungen und Betriebe, die langsam zusammenwuchsen. Ab 1869 wurde die Wasserversorgung systematisch verbessert und 1871 wurde Brunnenbaumeister Follmann beauftragt, entsprechende Vorschläge auszuarbeiten. Er sah vier getrennte Leitungen aus verschiedenen Quellgebieten vor, doch konnte diese Lösung nicht mit den Bedürfnissen der wachsenden Bevölkerung Schritt halten. Malstatt-Burbach wurde 1875 zur Stadtgemeinde und ließ weitere Wasserleitungen legen, die jedoch ebenfalls nicht ausreichten. Aus Sorge vor Epidemien beauftragte man 1881 einen neuen Sachverständigen, Edmund Kölwel aus Zweibrücken, mit einem neuen Konzept. Doch erst im Jahr 1900 erhielt Malstatt-Burbach sein erstes Wasserwerk, zu dessen Errichtung Hermann Ehlert aus Düsseldorf geraten hatte.:S. 50–55

### St. Johann
St. Johann griff wie Saarbrücken und Neunkirchen lange Zeit auf die Wasserleitung, die seit dem Mittelalter bestand, zurück. Nachdem sich zahlreiche Gewerbebetriebe angesiedelt hatten, reichte diese jedoch nicht mehr aus – um 1800 gab es in St. Johann beispielsweise 20 Bierbrauereien. 1803 ergriffen zwei Brauer die Initiative und beantragten, auf Kosten der Gewerbetreibenden eine Leitung vom Gelsbrunnen am Kaninchenberg nach St. Johann zu legen. Gegen eine jährliche pauschale Abgabe durften die Brauer eine Ablaufröhre an den Brunnentrögen installieren, die jedoch eigentlich nur der Brunnenmeister verändern durften. Mit Nachschlüsseln ausgestattet, manipulierten jedoch zahlreiche Nutzer an den Brunnenkästen, was beinahe zu einem städtischen Skandal um die angesehene Familie Eichacker geführt hätte. Bis etwa 1870 nahm die Zahl der Privatabläufe an den Brunnenkästen stetig zu, Streit um Manipulationen wirkte genauso belastend wie die nicht mehr ausreichende Wassermenge. Daher wurden die Meisenwies-Kaninchenberger Leitung und die Leitung vom Krämershäuschen im Sulzbachtal neu angelegt sowie weitere Sanierungsmaßnahmen ergriffen, die jedoch nicht ausreichten. Ab 1872 wurden auch Bohrversuche unternommen, die jedoch kein trinkbares Wasser zu Tage förderten. Schließlich kaufte man wasserführende Gebiete außerhalb der Stadt auf und errichtete nach einer Zwischenphase, in der man von der Hochdruckleitung von Malstatt-Burbach profitiert hatte, das erste Wasserwerk in Rentrisch. Es war von 1893 bis 1914 in Betrieb und wurde vom Wasserwerk für die Großstadt Saarbrücken abgelöst.:S. 55–59

### Ottweiler
Die Bedeutung Ottweilers ging mit dem Beginn der Industrialisierung zurück, doch nachdem 1874 ein Lehrerseminar im Ort eingerichtet wurde, wurden auch hier die Probleme mit der Wasserversorgung deutlich. Man baute zunächst eine Leitung, die Wasser aus dem Stennweiler Wald heranführte, dessen Qualität jedoch immer wieder bemängelt wurde. Bierbrauer Carl Simon lieferte zunächst einigen Einwohnern, die privat einen Vertrag mit ihm abgeschossen hatten, täglich 250 Liter Wasser aus dem Ammweiher gegen Bezahlung, 1891 kaufte die Stadt seine Wasserleitung auf. Ferner wurden weitere Leitungen von Quellen her nach Ottweiler verlegt; die Finanzierung eines Pumpwerks wollte man sich offenbar ersparen. 1891 ereignete sich eine Typhusepidemie in Ottweiler, die auf verunreinigtes Wasser zurückzuführen war. Hermann Ehlert schlug nun den Bau eines Hochbehälters vor, der ab 1908 gebaut wurde. Ein Jahr später folgte dann doch ein Wasserwerk, dessen Leitungen sich in der Anfangszeit durch zahlreiche Leckagen auszeichneten.:S. 60–63

### St. Wendel
Ein extremer Wassermangel im Sommer 1882 führte zu dem Entschluss, die Wasserversorgung des finanzschwachen Orts in die Hände eines Privatunternehmens zu geben. Es entspann sich ein längerer Streit um den Auftrag zwischen den Firmen Joos Söhne & Cie. aus Landau in der Pfalz und dem heimischen Bauunternehmer Jakob Thome. 1883 erhielt Joos den Zuschlag. Schon 1887 reichten die Wasserleitungen, die Joos angelegt hatte, nicht mehr aus, außerdem war es in der Zwischenzeit zu zahlreichen Streitigkeiten gekommen. Erst 1891 wurden weitere Leitungen und ein Reservoir in Betrieb genommen; 1904/05 wurden eine Pumpstation und ein Hochreservoir erforderlich und 1905 kaufte die Stadt das private Wasserwerk. 1909 ging das neue Wasserwerk oberhalb der Wurzelbacher Mühle mit einem neuen Hochreservoir in Betrieb.:S. 63–69